# Апарат на Голджи
Вижте пояснителната страница за други значения на Апарат.
Апаратът на Голджи е органел, който се среща в повечето еукариотни клетки.
През 1898 г. Камило Голджи наблюдава странна структура около ядрата на нервни клетки, която нарича вътреклетъчен мрежест апарат. Впоследствие той е кръстен апарат на Голджи в негова чест. Дълго време след това се е считало, че тази структура е характерна само за животинските клетки. С помощта на електронния микроскоп апаратът на Голджи е открит и във всички растителни клетки.
Апаратът на Голджи е сборна структура, чиято основна градивна единица е диктиозомата – пакет от плоски, извити и разширени в краищата си „цистерни“. Броят на цистерните в една диктиозома варира от 3 до 7, а при някои едноклетъчни организми достига до 20. В секреторни клетки апаратът на Голджи обикновено е силно полярен: изпъкналата част е насочена към ендоплазмената мрежа, а вдлъбнатата – към клетъчната мембрана. Откъм изпъкналата част се наблюдават голям брой малки мехурчета, които се доближават и сливат с мембраната на последната цистерна. Вдлъбнатата част се характеризира с наличието на големи вакуоли, обикновено съдържащи продукти за секреция – това са т.нар. секреторни гранули.
Апаратът на Голджи изпълнява няколко основни, жизнено необходими за клетката функции:
1. Модификационна функция – постъпилите от ендоплазмената мрежа белтъци, липиди и въглехидрати се подлагат на химични преобразувания. Образуват се сложни белтъци (гликопротеиди, липопротеиди и др.).
2. Секреторна функция – според много автори апаратът на Голджи има ролята на разпределител на веществата, постъпили в него от ендоплазмената мрежа. От апарата на Голджи се отделят вещества, предназначени за секреция. Те са обвити в мембрана (секреторни гранули). При екзоцитозата мембраната на секреторните гранули се слива с клетъчната мембрана, а съдържанието им се изхвърля навън.
3. Образуване на фрагмопласта при деленето на растителните клетки – фрагмопластът е преграда от мехурчета, образувани от апарата на Голджи, които се натрупват в екваториалната област на делящата се растителна клетка.
4. Образуване на лизозоми – някои вещества, постъпили в апарата на Голджи, остават в клетката. От апарата на Голджи се откъсват мехурчета, в които има хидролитични ензими – това са лизозомите.
5. Образуване на акрозомата в сперматозоидите – акрозомата е мехурче, разположено в главата на сперматозоида. Изпълнена е с хидролитични ензими, комплектовани в апарата на Голджи. Тези ензими хидролизират клетъчната мембрана на яйцеклетката при оплождането.